# محمد أباد سرتششمة براشك
محمد أباد سرتششمة براشك (بالفارسية: محمدآباد سرچشمه براشک) هي قرية تقع في قسم سفيدسنغ الريفي في إيران. يقدر عدد سكانها بـ 88 نسمة .